# Joaquín Traggia
Joaquín (de) Traggia Uribarri, quien a veces firmaba como Joaquín Traggia de Santo Domingo Sch. P. (Zaragoza, 1 de febrero de 1748 - Madrid, 23 de mayo de 1802), fue un escritor, historiador y lingüista español de la Ilustración.

## Biografía
Es el miembro más destacado de la ilustre familia Traggia, en la que abundan políticos, militares (sus hermanos José Joaquín y Domingo Mariano) y escritores. 
El abuelo, Jorge Domingo Traggia Aliprandi (Mezzana de Rabatón, Pavía, 12-VI-1674 - Zaragoza, 27-V-1736) contaba con títulos y bienes en Italia y vino a Zaragoza a hacer carrera militar; pero además fundó un mayorazgo en Navas y fue regidor y gobernador militar de Balaguer. Los padres de Joaquín fueron el hijo del anterior Domingo Traggia Roncal (1717-1767), regidor de Zaragoza que se hizo sacerdote al enviudar y luego carmelita, y Pascuala Uribarri. Tuvieron catorce hijos de los que solo cinco alcanzaron la edad adulta. 
Entró con sus hermanos en los escolapios de Barbastro, donde tradujo autores latinos de la mano del padre Canales, y decidió entrar en la orden; profesó en Peralta de la Sal el 12 de febrero de 1764. Estudió Filosofía en Daroca y marchó a Filipinas con el arzobispo escolapio Basilio Sancho en 1767. Se ordenó de sacerdote en Manila y obtuvo el doctorado en Teología por la Universidad de Santo Tomás de la misma ciudad. Actuó como secretario en el concilio provincial celebrado en Manila en 1771. Allí aprendió el tagalo y compuso una gramática de esta lengua. 
Ejerció la enseñanza en el seminario del Arzobispo y volvió a España en 1772 con poderes para negociar que se aprobase el concilio en Madrid y Roma, pero fracasó. Así que se dedicó otra vez a la enseñanza en las Escuelas Pías de Valencia, Zaragoza y Madrid. Posteriormente, vuelve a la capital de Aragón, donde vive hasta su secularización en el año 1794, compaginando las clases con su afición a la literatura y la historia. Ingresó en la Real Academia de la Historia el 2 de septiembre de 1791 y allí desempeñó los cargos de bibliotecario y anticuario. A su muerte donó la mayor parte de sus obras, manuscritas en colección de 58 volúmenes, a la suprascrita Academia de la Historia.

## Intereses y obra
Su labor literaria es amplia y muy variada. Escribió poesía (en latín y castellano) y también sobre Filosofía, Política, Historia coetánea, Historia medieval de Aragón, Derecho, Hacienda, Teología, Lingüística, Teoría literaria, Educación, Ciencias Naturales e incluso Matemáticas. Tradujo autores franceses, aprendió el hebreo y vertió varios Salmos al español. Estudió además italiano y griego y proyectó un idioma universal, del que dejó escrita la gramática y la escritura, dedicadas al rey Carlos IV de España y su esposa María Luisa. Poseedor de una gran avidez por el conocimiento, se mostró además como un historiador competente y crítico, elaborando la primera aproximación científica rigurosa a la historia eclesiástica de Aragón, el Aparato a la historia eclesiástica de Aragón (1791), cuya introducción no tiene desperdicio:
La verdad es la alma de la historia: todos desean encontrarla... Con todo, las historias verdaderas son rarísimas y... no hay historiador alguno que no se aparte más o menos de la verdad de los hechos. No hablo de los que hicieron profesión de escribir fábulas y engañar... Quien no ame la verdad sepa que este libro no es para él.

En palabras de Antonio Ubieto Arteta, hablando de la evolución historiográfica sobre la historia de Aragón, afirmaba en 1989 que en «el tránsito del siglo XVIII al XIX se produjo un avance considerable, gracias a la actividad del escolapio Joaquin Traggia que sentó las bases cronísticas con la publicación de las Genealogías de Roda, así como la reedición de una serie de textos procedentes de las fuentes francas (Cronicón de Moissac, Annales Bertiniani, Astrónomo, Eghinardo), tomadas de la edición de Duchesne, añadiendo además los documentos más viejos (procedentes de Siresa) aragoneses y conservados en el Archivo de la catedral de Huesca, con lo que introdujo un elemento clave para estudiar los orígenes de Aragón y de Navarra. Pero, desgraciadamente, la obra de Traggia no pasó a las historias regnícolas.»

## Pasión por los idiomas
Apasionado por los idiomas, llegó a dominar el latín, el griego, el hebreo, el copto, el etíope, el francés, el italiano y el tagalo; escribió una gramática de esta última lengua filipina para que los indígenas aprendieran el español. Escribió abundantes y variadas obras en latín, tradujo autores franceses, aprendió el hebreo y tradujo los Salmos de la Biblia al español. También estudió el italiano y el griego, llegando a proyectar un idioma universal del que dejó escrita la gramática y la escritura.

## Obras
- Ejercicios literarios de Retórica (Valencia, 1775); forman parte de esta obra el Panegírico a Santo Tomás de Aquino (discurso en latín) y Menalcas (égloga).
- Ejercicios de Retórica y Poética (Madrid, 1977); se incluyen aquí el discurso latino De causis corruptae apud hispanos eloquentiae ac eius restaurandae expedita ratione y la égloga Cartesius.
- Melibeo (égloga), Oda anacreóntica y Drama sacro del salmo 117 (Zaragoza, 1780).
- El Ángel, poesía épica en honor de Santo Tomás de Aquino (Zaragoza, 1784).
- Retórica Filosófica (Zaragoza, 1782).
- Orationes latinas (Zaragoza, 1783).
- La Sauliada, epopeya (Zaragoza, 1785).
- Anfriso, égloga (Zaragoza, 1785).
- In D. Eurosiam V. et M. Iaccensium Patronam Beneficentíssimam, oda (Valencia, 1786).
- Aparato de Historia Eclesiástica de Aragón (Madrid, t. I, 1791, y t. II, 1792).
- Discurso histórico sobre el origen y sucesión del reino pirenaico hasta don Sancho el Mayor (Madrid, 1796). Disponible en línea.
- Memoria para ilustrar el reinado de Ramiro II el Monje (Madrid, 1799).
- Oración fúnebre de Campomanes (Madrid, 1802).
- "Navarra" (artículo del Diccionario Geográfico e Histórico de la R. A. H., Madrid, 1802).
- Memoria sobre el origen del Condado de Ribagorza (Madrid, 1817).